# Haus Bastembourg
Das Haus Bastembourg ist die Familie der Nachkommen von Thurstan de Bastembourg, der Überlieferung nach Sohn von Anslech (930/940 fl.), secretarius von Herzog Wilhelm I. von Normandie und Gründer der Burg Bricquebec im Cotentin, die sich bereits in der zweiten bzw. dritten Generation in zwei Linien aufspalteten, zum einen die Bertrand (oder Bertran), Herren von Bricquebec, zum anderen die Herren von Montfort-sur-Risle.
Die männlichen Mitglieder der Montfort-sur-Risle wurden Anfang des 12. Jahrhunderts wegen Verrats enteignet und verbannt. Die Linie Bricquebec ging in den Schlachten des Hundertjährigen Kriegs (Crécy 1346, Mauron 1352) unter, nachdem sie mit dem Marschall von Frankreich Robert VII. Bertrand († 1348) auf dem Höhepunkt ihrer Macht stand.

## Die Herren von Montfort-sur-Risle
1. Anslech, 930/940 fl., der Überlieferung nach secretarius von Herzog Wilhelm I. von Normandie und Gründer der Burg Bricquebec
  1.  ? Thurstan de Bastembourg oder de Montfort; ⚭ NN
    1. Guillaume Bertrand, 1089 bezeugt, 1086 Landbesitzer in Polhampton in Overton Hundred in Hampshire; ⚭ NN – Nachkommen siehe unten
    2. Hugues I. cum barba, † erschlagen 1040, Seigneur de Montfort-sur-Risle; ⚭ NN
      1. Hugues II., 1054/88 bezeugt, Seigneur de Montfort-sur-Risle, 1054 in der Schlacht von Mortemer, 1066 in der Schlacht von Hastings, 1067 Warden of Dover Castle, Constabler of England, 1088 Mönch; ⚭ (1) NN, Tochter von Richard de Beaufour; ⚭ (2) NN
        1. (1) Alice, Dame de Montfort-sur-Risle; ⚭ Gilbert van Gent, Lord of Folkingham, † wohl 1095 (Haus Gent)
        2. (2) Robert I. de Montfort, 1089/1108 bezeugt, † vor 1111, in der Normandie, 1107 wegen Verrats angeklagt und enteignet, 1108 bei Durazzo
        3. (2) Hugues III. de Montfort, † vor 1100, Lord of Haughley nach 1089-vor 1096; ⚭ NN
          1. Robert II. de Montfort, Lord of Haughley 1100, 1103 bezeugt,  vor 1107 verbannt
          2. Adelise de Montfort, 1142 bezeugt; ⚭ (1) Simon, † wohl 1119/29, Seigneur de Moulins 1121–1126, Sohn von Guillaume, Seigneur de Moulins, und Doda de Meulan; ⚭ (2) kurz vor 1130, Robert de Vere, Sohn von Bernard de Vere, 1142 Constable of England

        4. Adeline de Montfort; ⚭ Guillaume de Breteuil, † 14. März 1104[1] oder † 12. Januar wohl 1103 in der Abtei Le Bec[2], 1087 Seigneur d’Ivry, Sohn von William FitzOsbern, 1. Earl of Hereford, und Adelise de Tosny, bestattet in der Abtei Lyre (Haus FitzOsbern)

      2. Raoul
      3. Robert, † nach 1089
      4.  ? Thurstan de Montfort; ⚭ Alberada
        1. Guillaume, † September 1124, bestattet in der Abtei Le Bec, 1093 3. Abt von Le Bec als Nachfolger Anselm von Aostas, der Erzbischof von Canterbury wurde

    3. Gisla de Montfort; ⚭ wohl 1005/10 Giroie, † vor 1035, Seigneur d’Échauffour et de Montreuil, Sohn von Arnaud (Haus Giroie)

## Die Bertrand
1. Guillaume Bertrand, 1089 bezeugt, 1086 Landbesitzer in Polhampton in Overton Hundred in Hampshire; ⚭ NN – Vorfahren siehe oben
  1. Robert I. Bertrand le Tors, † nach 1082, Vicomte de Cotentin, 1066 in England; ⚭ Suzanne
    1. Robert II. Bertrand, † nach 1100, Seigneur de Bricquebec; ⚭ Adelise d’Aumale, † wohl vor 1168, Tochter von Étienne, Comte d’Aumale (Haus Blois), und Hawise de Mortemer, sie heiratete in zweiter Ehe Ingelger de Bohun (Haus Bohun)
      1. Robert III. Bertrand, † nach 1147; ⚭ NN
        1. Robert IV. Bertrand, † wohl zwischen 22. Juli 1228 und September 1240; ⚭ Jeanne Taisson, † nach 1262, Tochter von Raoul Taisson und Mathilde de La Lande-Patry
          1. Robert V. Bertrand, † vor 1267, Seigneur de Bricquebec, de Roncheville (heute Teil von Saint-Martin-aux-Chartrains), de Fauguernon et de Fontenay-le-Marmion; ⚭ Ehevertrag 1245, Alix de Tancarville, † vor 1267, Tochter von NN de Tancarville und Helisende de Meulan (Haus Tancarville)
            1. Robert VI. Bertrand, † vor 10. Mai 1308; ⚭ Ehevertrag Februar 1270, Philippa de Clermont, † zwischen 20. Januar 1288 und 22. September 1295, Tochter von Simon II. de Clermont, Seigneur de Nesle (Haus Clermont), und Adela de Montfort[3]
              1. Robert VII. Bertrand, † 1348, Marschall von Frankreich, Vicomte de Roncheville; ⚭ 3. Mai 1318 Marie de Sully, Tochter von Henri IV. de Sully, Seigneur de Sully, Großmundschenk von Frankreich, und Jeanne de Vendôme
                1. Robert Bertrand, X 1346 in der Schlacht von Crécy
                2. Guillaume Bertrand, X 14. August 1352 in der Schlacht von Mauron
                3. Philippa Bertrand, † nach 3. Februar 1392, Erbin der Vizegrafschaft Roncheville; ⚭ Gérard VI. Chabot, dit Gérard de Retz, Baron de Retz/Rays, Seigneur de La Mothe-Achard, † vor 1399, Sohn von Gérard IV. Chabot, Baron de Retz/Rays, Seigneur de La Mothe-Achard, und Catherine de Laval
                4. Jeanne Bertrand, Dame de Bricquebec, Vicomtesse de Roncheville; ⚭ (1) Ehevertrag 2. Juni 1338, Guillaume Paynel, Sohn von Foulques Paynel, Seigneur de Hambye; ⚭ (2) Ehevertrag 1353, Guy, Seigneur de La Roche-Guyon, † vor 1373, Sohn von Guy, Seigneur de la Roche-Guyon

              2. Guillaume Bertrand, † nach Mai 1318, Kanoniker in Beauvais

            2. Guillaume Bertrand, 1267/1275 bezeugt
            3.  ? Alix Bertrand; ⚭ Robert V. d’Estouteville, † nach 1282, Seigneur d’Estouteville, Sohn von Jean I. d’Estouteville, Seigneur d’Estouteville, und Agnès de Châteaudun

          2. Guillaume Bertrand, † nach 1288, Seigneur de Thury et du Tuit; ⚭ Jeanne, † nach 10. Mai 1312
            1. Guillaume Bertrand, 1309 bezeugt, Seigneur de Fauguernon et de Fontenay-le-Marmion; ⚭ NN
              1. Agnès Bertrand; ⚭ Ehevertrag 4. Juli 1300, Guillaume de Brucourt

            2. Robert Bertrand, Seigneur de Fontenay-le-Marmion 1309, Erbin von Moyaux, Hiéville, Boissey und Duval; ⚭ Eheverträge 25. September 1316 und 14. Juni 1318, Jeanne de Tilly, Tochter von Jean, Seigneur de Tilly, und Jeanne de Beaufou
            3. Guiffrey Bertrand, Seigneur de Bourgtheroulde et de Rougemontiers
            4. Tochter; ⚭ Guillaume de Clisson
            5. 2 Töchter

          3. Jeanne Bertrand; ⚭ Robert Malet

        2.  ? Guillaume Bertrand, † vor 1189, ⚭ wohl 1179 Marguerite de Fougères, Tochter von Raoul, Seigneur de Fougères, und Mathilde, sie heiratete in zweiter Ehe (Ehevertrag 1189) Galéran de Beaumont, Graf von Meulan (Haus Beaumont)
        3. Isabelle Bertrand, † vor 22. Juli 1228; ⚭ NN, Seigneur de Roche

### Weblink
- Charles Cawley, Medieval Lands, Seigneurs de Montfort-sur-Risle (Bastembourg) (online)
- Charles Cawley, Medieval Lands, Seigneurs de Bricquebec (Bertran) (online)